# Nenzlingen
Nenzlingen är en ort och kommun i distriktet Laufen i kantonen Basel-Landschaft, Schweiz. Kommunen har 467 invånare (2023).